# Cypecore
Cypecore est un groupe allemand de death metal mélodique, originaire de Mannheim, Bade-Wurtemberg.

## Histoire
Le groupe est formé en 2007 par Attila Erdélyi, Nils Lesser, Lucas Amadeus Buttendorf, Christoph Rogdakis et Christoph Heckel. Ils comptent quatre albums studio indépendants. Chacun de ces albums est un album-concept basé sur l'histoire d'un monde futuriste post-apocalyptique qui se déroule au 22e siècle après la Troisième Guerre mondiale. L'humanité est presque anéantie et la terre entière est radioactive, ce qui rend nécessaire le port d'une combinaison de protection intégrale, que le groupe porte toujours en concert. 
Le bassiste Christoph « Desolator » Heckel décède le 29 octobre 2018 des suites d'un cancer. En 2019, le groupe participe au Hellfest. En avril 2024, Cypecore révèle le single de leur prochain album Make Me Real qui sort en mai 2024.

## Style musical
Le groupe joue du death metal mélodique avec des influences industrielles. Ils décrivent eux-mêmes leur style comme « brutal, martial but still melodic » (en français : « brutal, violent mais quand même mélodique »). Ils qualifient également toujours leurs concerts d'opérations (en allemand : Operationen).

## Apparence et contexte
À l'origine, il n'était pas prévu que l'histoire, qui se déroule après la « Troisième Guerre mondiale », existe, mais depuis l'album Identity avec un nouveau chanteur, ils ont conçu ce concept. Dans une interview, ils ont mentionné comment les titres des albums pourraient s'intégrer dans l'histoire : Le premier album, Innocent, décrit la période avant la guerre ; le deuxième album, Take the Consequence, est la période de la guerre elle-même ou un peu après, lorsque les survivants doivent faire face à la situation.

## Discographie

### Albums studio
- 2008 : Innocent
- 2010 : Take the Consequence
- 2016 : Identity
- 2018 : The Alliance
- 2024 : Make Me Real

### EP
- 2023 : Version 4.5: The Dark Chapter

### Singles
- 2014 : The Hills Have Eyes
- 2014 : My Confession
- 2015 : Identity
- 2018 : The Alliance
- 2018 : Dissatisfactory
- 2021 : Chosen Chaos
- 2022 : Spirals
- 2022 : Rise
- 2023 : Liquid Fire
- 2023 : I’ll be Back
- 2023 : Neoteric Gods
- 2023 : Make me Real